# Mariano Marovatto
Mariano Marovatto (Rio de Janeiro,1 de abril de 1982 ) é um compositor, cantor, violonista e poeta brasileiro. Também é um apresentador.Marovatto comandou e roteirizou entre 2009 e 2016 o programa Segue o Som, na TV Brasil.
Seu primeiro CD Aquele Amor Nem Me Fale, foi lançado em 2010 pela Bolacha Discos. Seu segundo CD Praia,foi lançado em 2013 pela Maravilha 8..Seu terceiro CD Selvagem foi lançado em 2016 pela Embolacha }.

## Obras

### Discografia
- Selvagem (Embolacha, 2016)
- Praia (Megamíni, 2013)
- Aquele Amor Nem Me Fale (Bolacha,2010 )

### Poesia
- Casa (7Letras, 2015)
- As duas (Megamíni, 2014)
- Mulheres feias sobre patins (7Letras, 2012)
- Amoramérica (7Letras, 2008)
- O Primeiro Voo (7Letras, 2006)

### Crítica
- As Quatro Estações (Cobogó, 2015)
- Inclusive, Aliás (7Letras, 2015)